# کاله‌جیک، آنکارا
کاله‌جیک (به ترکی استانبولی: Kalecik) یک شهر در ترکیه است که در استان آنکارا واقع شده‌است. کاله‌جیک ۷۲۵ متر بالاتر از سطح دریا واقع شده‌است.